# 岛田绫乃
岛田绫乃（日语：／ Shimada Ayano，2006年6月22日—），日本女子花样游泳运动员，2023年世界游泳锦标赛集体自由自选银牌得主、2024年世界游泳锦标赛集体技术自选铜牌得主。